# Arabitol
L'arabitol est un polyol, appelé aussi lyxitol ou bien arabinitol.

## Chimie
L'arabitol est un pentol, un polyol ayant une chaîne carbonée linéaire composée de 5 atomes de carbone et 5 groupements alcools (un groupement par carbone). Il a la même formule chimique que le xylitol et le ribitol : C5H12O5.
Il existe sous deux formes stéréo-isomères : L et D. La forme D est naturellement présente dans les lichens et champignons,.

## Propriétés
Le D-arabitol est non cariogène, possède une saveur sucrée plus faible que le saccharose et a une valeur calorifique faible proche de zéro. 
Le pouvoir sucrant du D-arabitol, sur une base molaire, est de 0,25 légèrement moins sucré que le xylitol qui est de 0,3. À poids égal avec le saccharose, au saccharose au seuil de reconnaissance, le pouvoir sucrant de l'arabitol est identique à celui du saccharose.
Mélangé avec un édulcorant naturel intense (thaumatine) il a le même profil sucré que le saccharose.

## Production
Le D-arabitol peut être produit à partir du D-glucose par une levure, la Candida famata sans produire d'autre composé inutile. Il permet aussi de produire le D-xylulose à partir de l'Acetobacter aceti. 
Le D-arabitol peut aussi être obtenu par réduction de l'arabinose ou bien du lyxose.